# دايفيد إم. دينيسون
دايفيد إم. دينيسون (بالإنجليزية: David M. Dennison)‏ هو فيزيائي أمريكي، ولد في 26 أبريل 1900 في أوبرلين في الولايات المتحدة، وتوفي في 3 أبريل 1976 في آن آربر في الولايات المتحدة.